# (13113) Williamyeats
(13113) Williamyeats est un astéroïde de la ceinture principale.

## Description
(13113) Williamyeats est un astéroïde de la ceinture principale. Il fut découvert le 15 septembre 1993 à La Silla par Eric Walter Elst. Il présente une orbite caractérisée par un demi-grand axe de 2,70 UA, une excentricité de 0,05 et une inclinaison de 7,1° par rapport à l'écliptique.

## Compléments